# Hypercourt
Hypercourt est, depuis le 1er janvier 2017, une commune nouvelle française située dans le département de la Somme en région Hauts-de-France, créée le 1er janvier 2017 par la fusion de Hyencourt-le-Grand, Omiécourt et Pertain, qui deviennent ses communes déléguées.

## Géographie

### Localisation

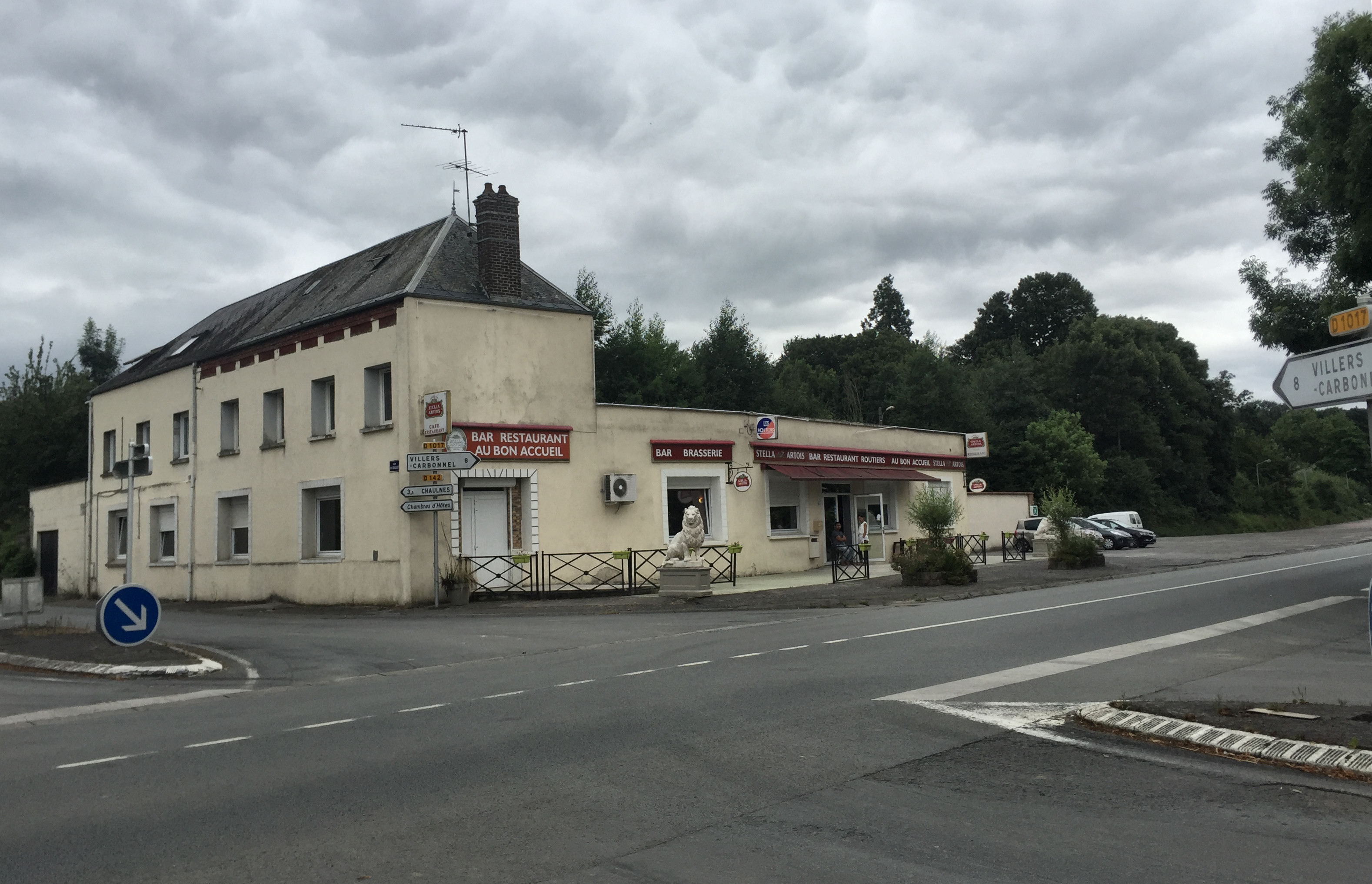
La Route de Flandre (ex-RN2) à Omiécourt.

Hypercourt est une commune rurale formée par le regroupement en 2017 de trois villages picards du Santerre, situé à 7 km au nord-ouest de Nesle, une trentaine de kilomètres à l'ouest de Saint-Quentin et une quinzaine de kilomètres au sud de Péronne
La principale voie de communication qui le dessert est l'ancienne RN 17 (actuelle RD 1017), complétée par la RD 142 qui la connecte au bourg de Chaulnes. Le territoire communal est limité à l'ouest par l'autoroute A1 doublée de la LGV Nord, il est traversé par la ligne de Saint-Just-en-Chaussée à Douai ainsi que par la ligne d'Amiens à Laon.
La station de chemin de fer la plus proche est la gare de Chaulnes, desservie par des trains régionaux TER Hauts-de-France qui effectuent des missions entre les gares d'Amiens et de Tergnier ou de Laon et la commune est desservie en 2019 par les autocars du réseau inter-urbain Trans'80, Hauts-de-France (ligne no 50, Péronne - Matigny - Ham).
En 2020, Hypercourt fait partie de la zone d'emploi de Saint-Quentin et du bassin de vie de Roye.

### Hameaux et écarts
Pertain est le chef-lieu de la commune. Les anciennes communes d'Omiécourt et Hyencourt-le-Grand sont devenus des hameaux, comme le sont Bersaucourt et Hyencourt-le-Petit.

### Hydrographie
La commune est située dans le bassin Artois-Picardie. Elle n'est drainée par aucun cours d'eau.

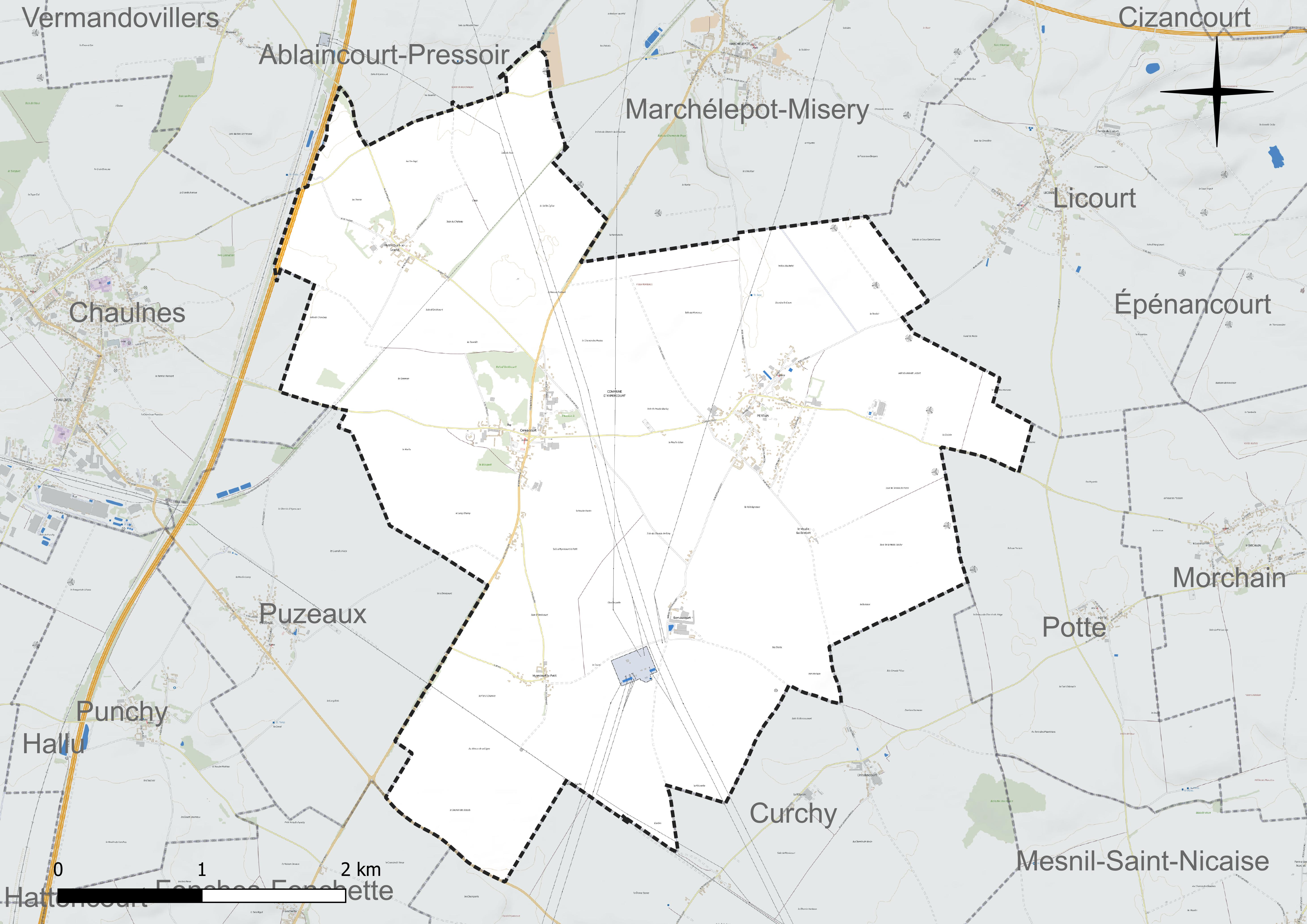
Réseau hydrographique d'Hypercourt.

### Climat
Pour des articles plus généraux, voir Climat des Hauts-de-France et Climat de la Somme.
En 2010, le climat de la commune est de type climat océanique dégradé des plaines du Centre et du Nord, selon une étude du CNRS s'appuyant sur une série de données couvrant la période 1971-2000. En 2020, Météo-France publie une typologie des climats de la France métropolitaine dans laquelle la commune est exposée à un climat océanique et est dans la région climatique Nord-est du bassin Parisien, caractérisée par un ensoleillement médiocre, une pluviométrie moyenne régulièrement répartie au cours de l'année et un hiver froid (3 °C).
Pour la période 1971-2000, la température annuelle moyenne est de 10,3 °C, avec une amplitude thermique annuelle de 14,5 °C. Le cumul annuel moyen de précipitations est de 708 mm, avec 11,6 jours de précipitations en janvier et 8,9 jours en juillet. Pour la période 1991-2020, la température moyenne annuelle observée sur la station météorologique la plus proche, située sur la commune d'Estrées-Mons à 12 km à vol d'oiseau, est de 11,0 °C et le cumul annuel moyen de précipitations est de 647,5 mm,. Pour l'avenir, les paramètres climatiques de la commune estimés pour 2050 selon différents scénarios d'émission de gaz à effet de serre sont consultables sur un site dédié publié par Météo-France en novembre 2022.

## Urbanisme

### Typologie
Au 1er janvier 2024, Hypercourt est catégorisée commune rurale à habitat dispersé, selon la nouvelle grille communale de densité à sept niveaux définie par l'Insee en 2022.
Elle est située hors unité urbaine et hors attraction des villes,.

## Toponymie
Le nom Hypercourt vient de la fusion des trois anciens noms de villages qui ont fusionné pour créer cette nouvelle commune : Hyencourt, Pertain et Omiécourt.

## Histoire
André Lebrun, maire de Pertain, lance l'idée de la fusion en 2016, mais décède avant sa concrétisation. Cette fusion de trois petits villages est destinée, selon ce maire, à « peser plus au sein de la communauté de communes de Haute Picardie, conserver, voire améliorer, les services de proximité pour les administrés et enfin, mettre en place des projets communs », et Ghislain Vervaecke, alors maire d'Omiécourt, précisait en 2016 que « nous avons souhaité conserver l'identité rurale de notre commune. Nous nous sommes opposés à un projet de fusion des 26 villages de la communauté de communes. Au bout de cinq ans, nos communes auraient complètement disparu ».
Dans la poursuite de sa démarche, la commune nouvelle est créée par un arrêté préfectoral pris après avis des conseils municipaux concernés qui a pris effet le 1er janvier 2017 par la fusion de Hyencourt-le-Grand, Omiécourt et Pertain qui deviennent ses communes déléguées,. Son chef-lieu se situe à Pertain.

## Politique et administration

### Rattachements administratifs et électoraux
La commune se trouve dans l'arrondissement de Péronne du département de la Somme. Pour l'élection des députés, elle fait partie de la cinquième circonscription de la Somme.
Elle fait partie du canton de Ham.

### Intercommunalité
La commune est membre de la  communauté de communes Terre de Picardie, créée le 1er janvier 2017 par la fusion des anciennes communautés de communes de Haute Picardie et du Santerre.

### Liste des maires
| Période        | Période                      | Identité         | Étiquette | Qualité                                                                  |
| -------------- | ---------------------------- | ---------------- | --------- | ------------------------------------------------------------------------ |
| 7 janvier 2017 | En cours (au 8 octobre 2020) | Christian Lebrun |           | Maire d'Hyencourt-le-Grand (2001 → 2016) Réélu pour le mandat 2020-2026, |

### Communes déléguées
Les anciennes communes sont devenues des communes déléguées :
| Nom                | Code Insee | Intercommunalité     | Superficie (km2) | Population (dernière pop. légale) | Densité (hab./km2) |
| ------------------ | ---------- | -------------------- | ---------------- | --------------------------------- | ------------------ |
| Pertain (siège)    | 80621      | CC de Haute Picardie | 7,88             | 389 (2014)                        | 49                 |
| Hyencourt-le-Grand | 80447      | CC de Haute Picardie | 2,95             | 74 (2014)                         | 25                 |
| Omiécourt          | 80608      | CC de Haute Picardie | 5,54             | 246 (2014)                        | 44                 |

Au terme des élections municipales de 2020, Christian Lebrun, maire de Hypercourt, a été élu également maire délégué de Hyencourt-le-Grand. Ghislain Vervaeke est élu maire délégué d'Omiecourt, et François Leleu, élu maire délégué de Pertain.

## Population et société

### Évolution démographique
| 1968 | 1975 | 1982 | 1990 | 1999 | 2007 | 2012 | 2017 |
| ---- | ---- | ---- | ---- | ---- | ---- | ---- | ---- |
| 644  | 591  | 606  | 585  | 622  | 692  | 701  | 731  |

### Enseignement

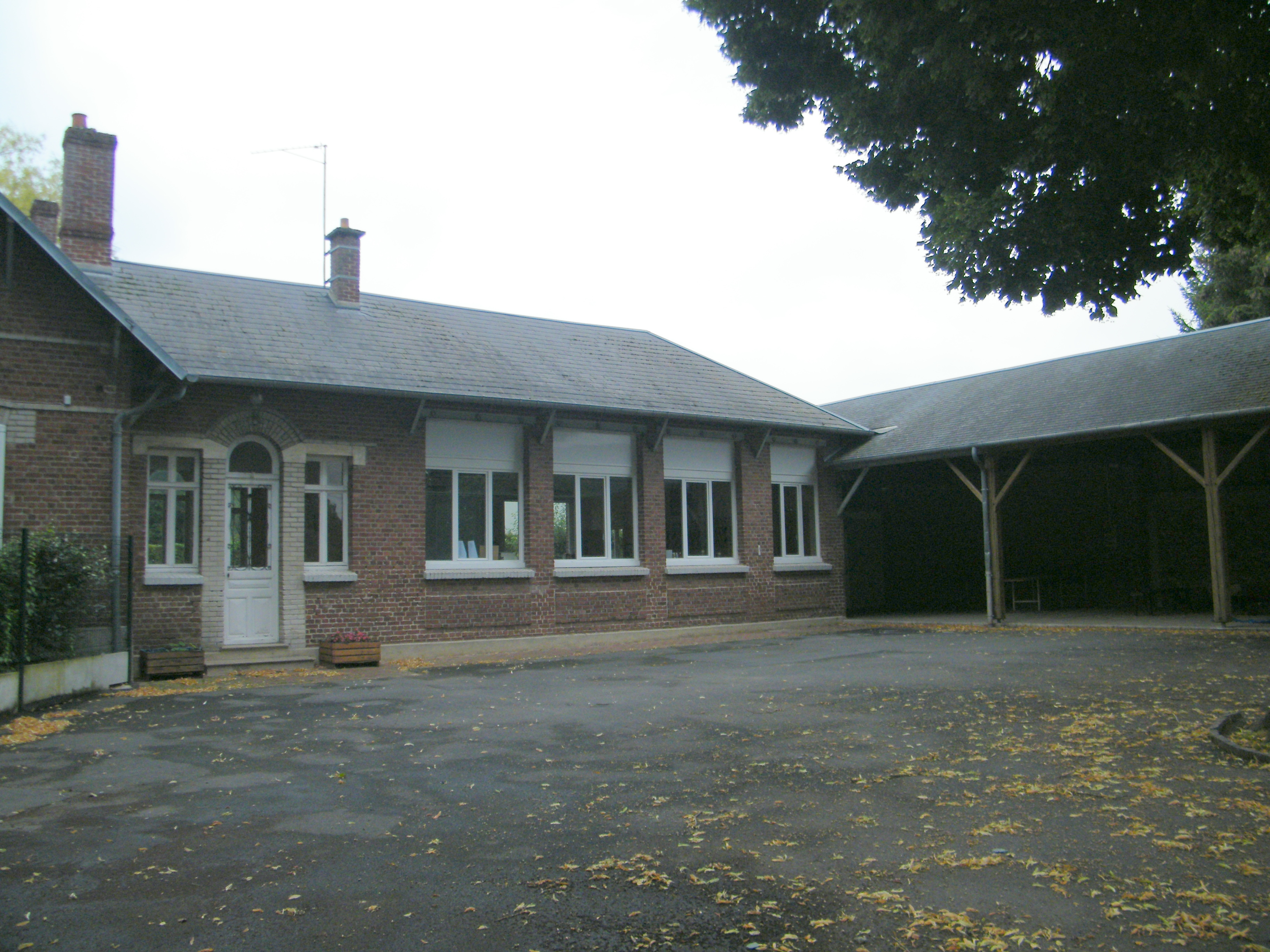
L'école d'Omiécourt.

En 2020, les enfants de la commune sont scolarisés au sein d'un regroupement pédagogique intercommunal géré par la communauté de communes Terre de Picardie, qui dispose d'écoles à Marchelepot, Omiécourt et Pertain.

### Autres équipements

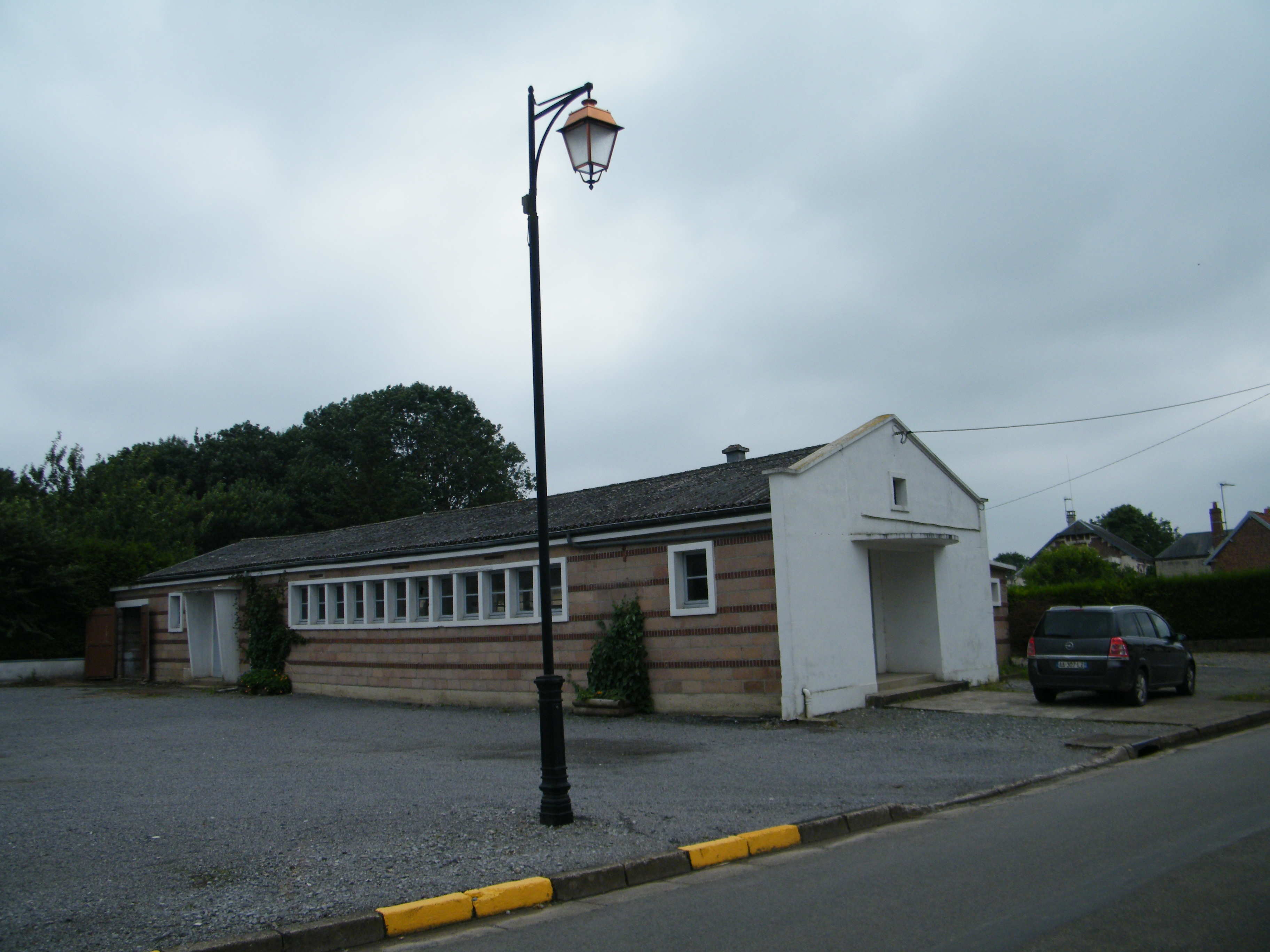
Salle communale à Pertain
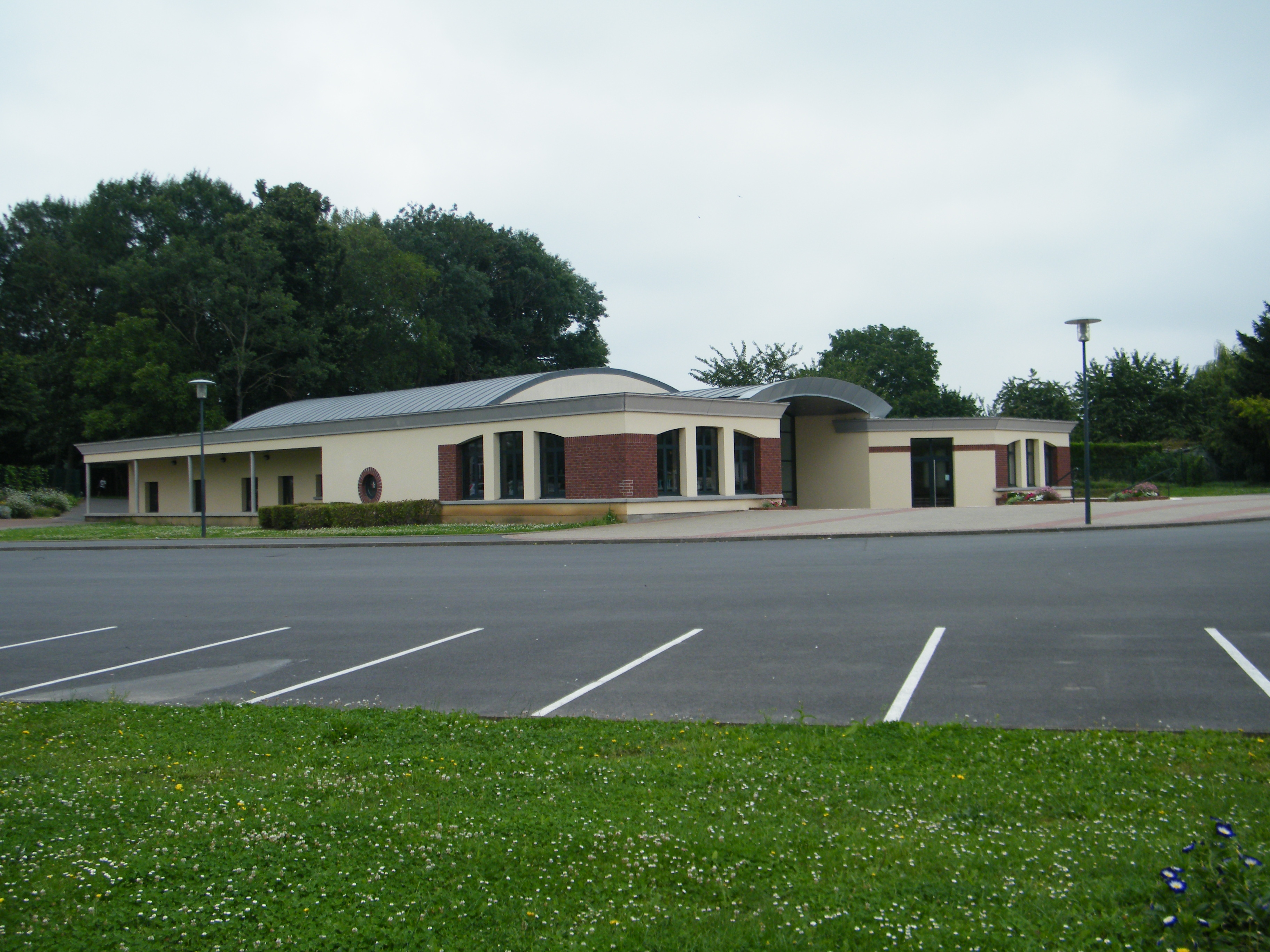
Salle communale à Pertain.

## Culture locale et patrimoine

### Lieux et monuments
Pertain
- Église moderne Saint-Rémy, construite de 1921 à 1931 après la destruction de l'édifice précédent pendant la Première Guerre mondiale[22].
- Monument aux morts de la Première, de la Seconde Guerre mondiale et de la guerre d'Algérie.
- Nombreux calvaires et pigeonniers des années 1950.
- Vestiges de villas gallo-romaines ainsi que les fondations d'un manoir toujours présentes.
- Salle multifonctions construite en 2006.

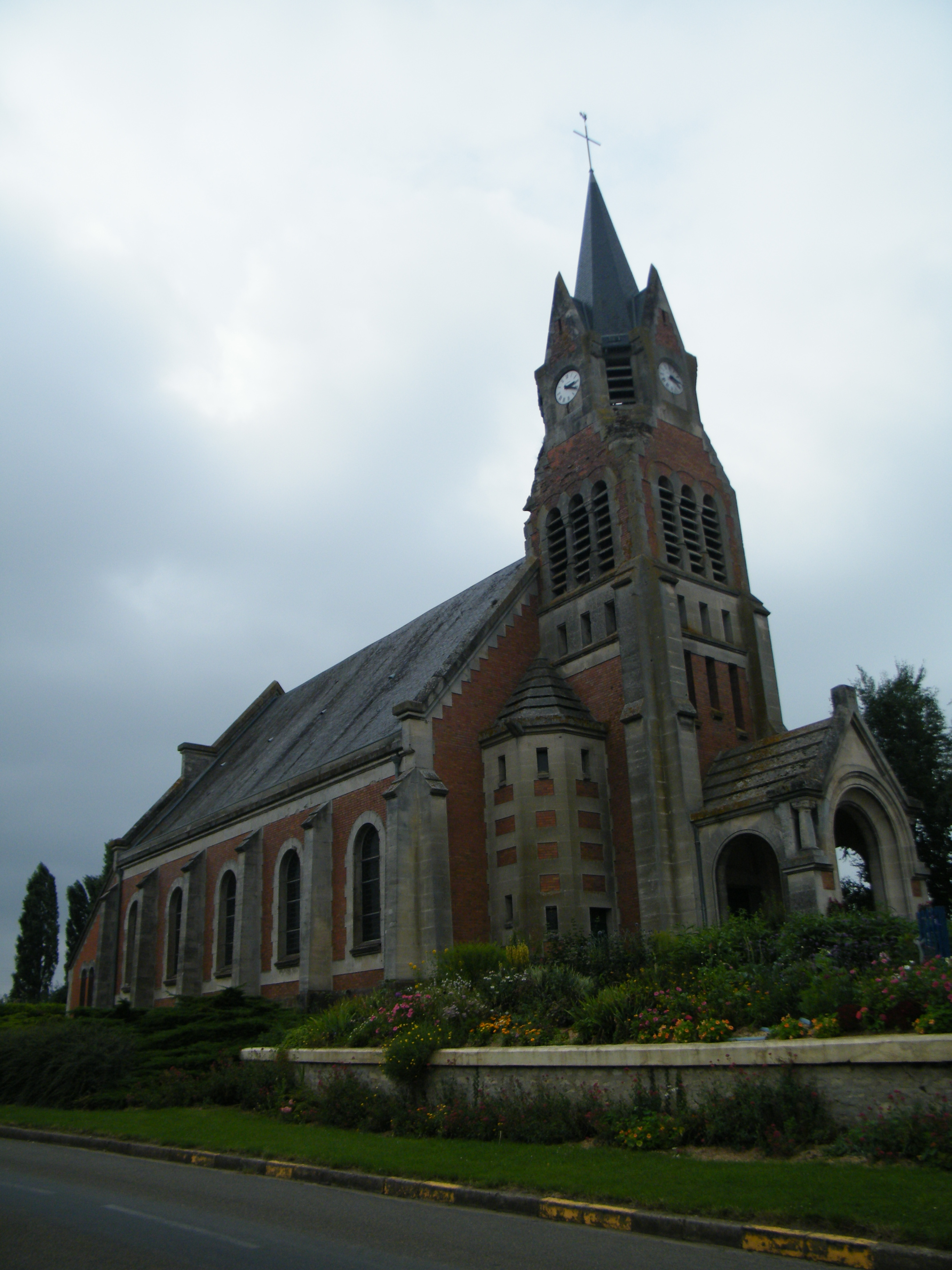
L'église Saint-Remy.
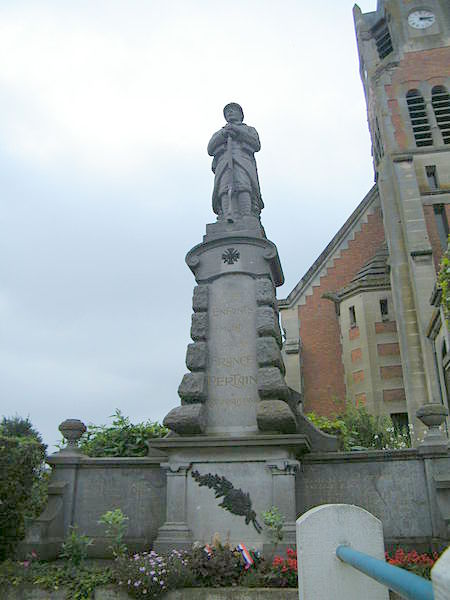
Le monument aux morts.
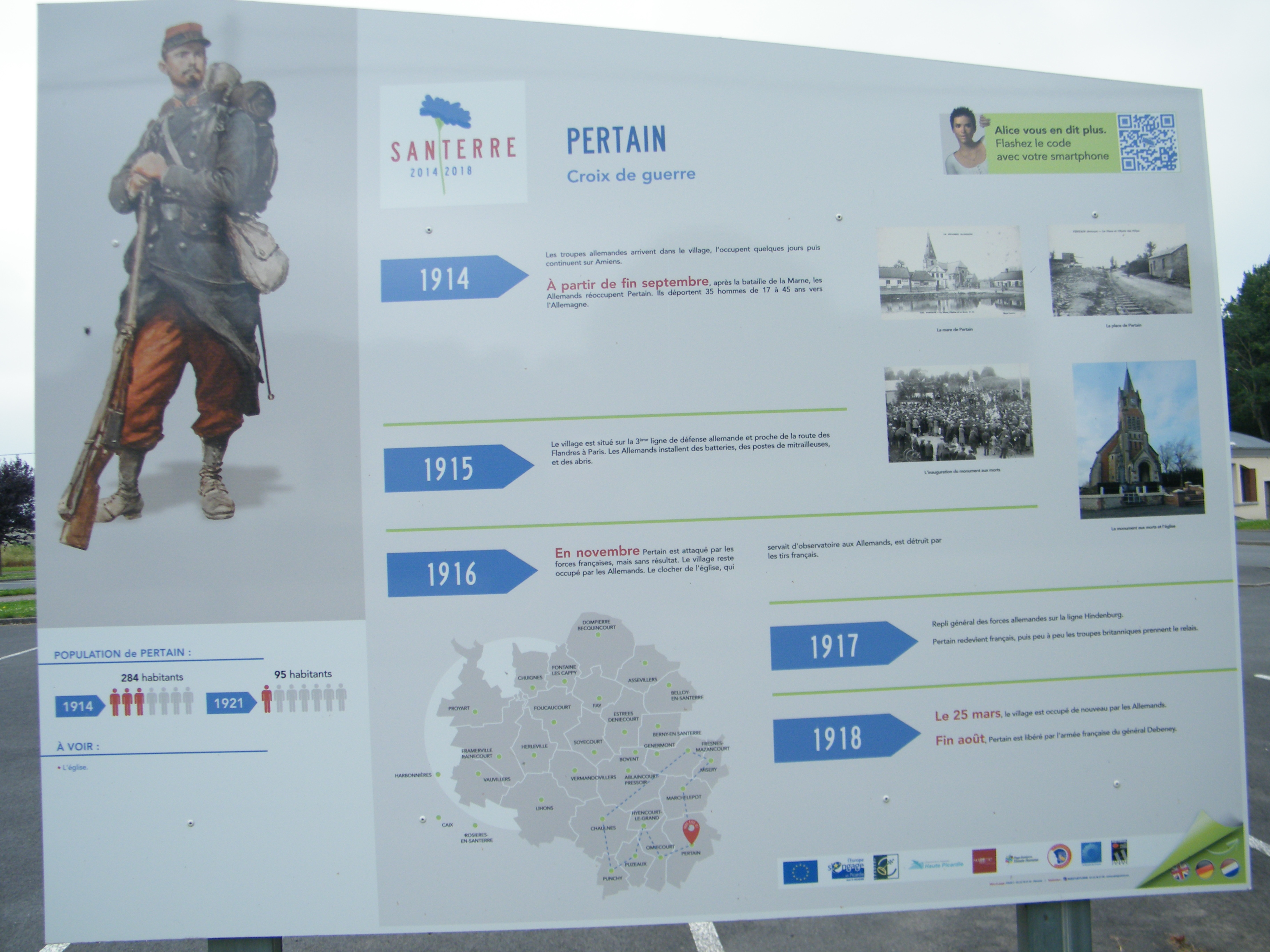
Panneau d'histoire locale.

Hypercourt-le-Grand
- L'église Saint-Léger[23].
- Le monument aux morts.

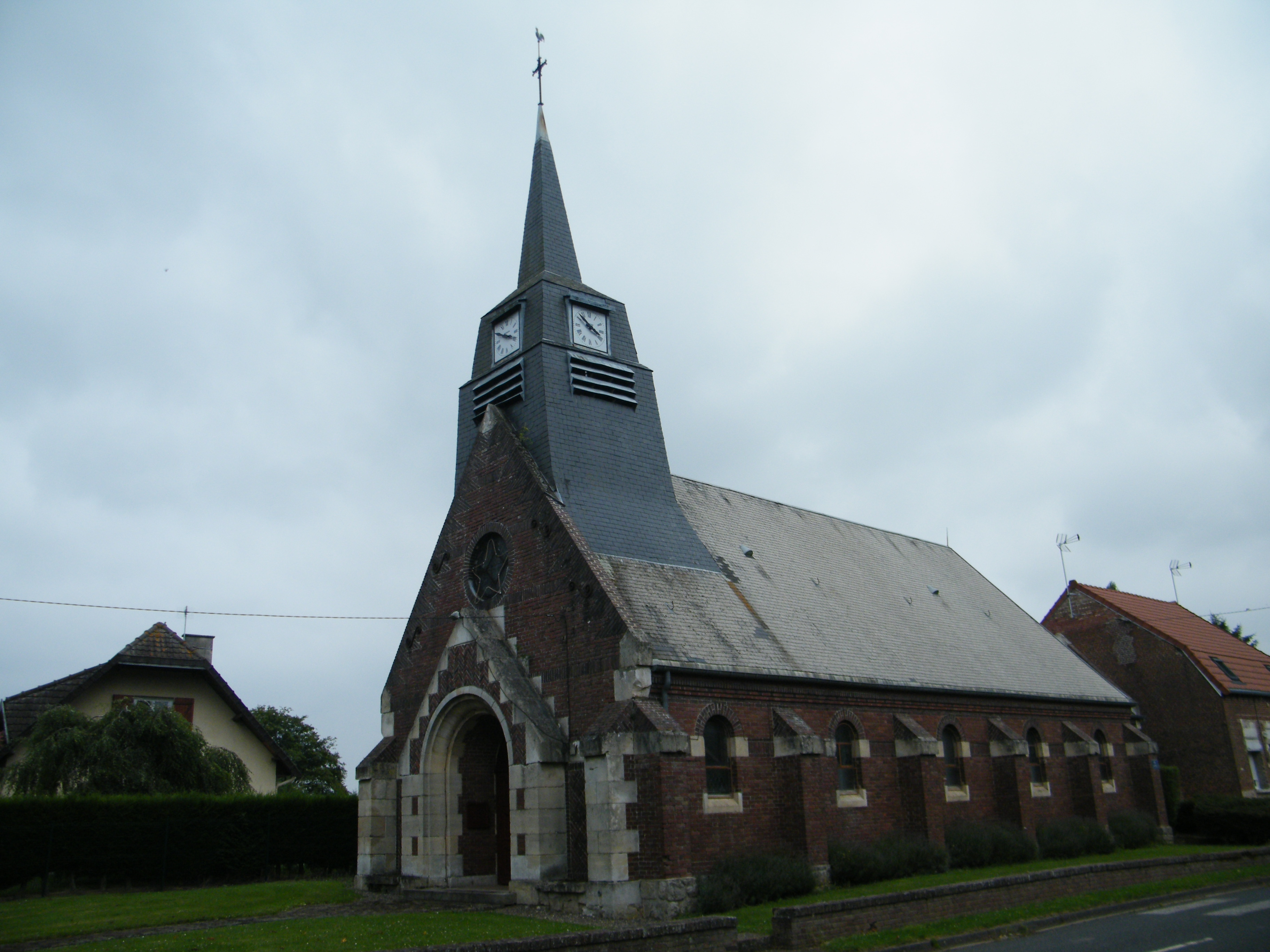
L'église Saint-Léger.
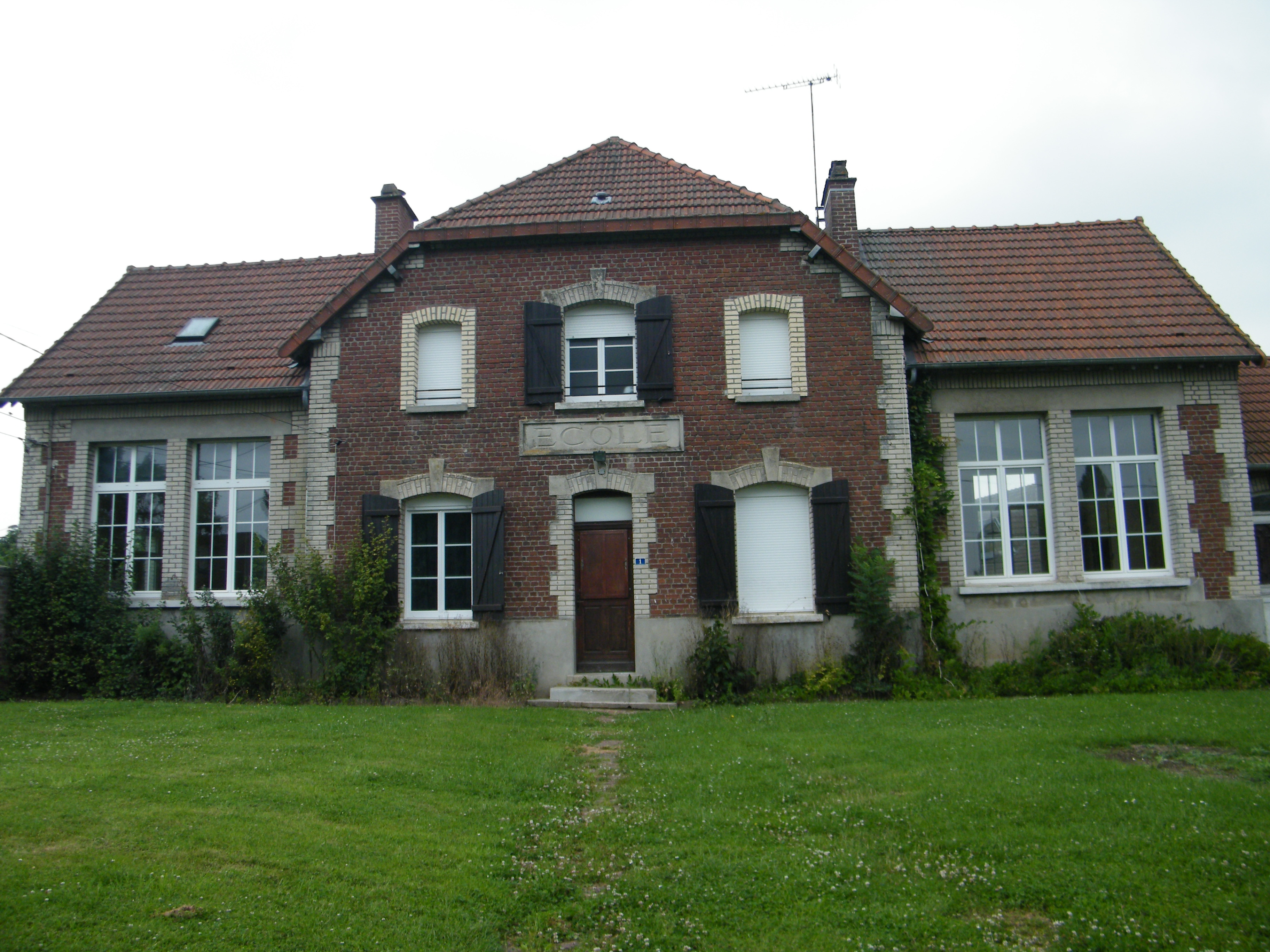
L'école.

Omiécourt
- Église Saint-Médard, du XVe siècle, détruite pendant la Première Guerre mondiale et reconstruite d'après les plans de l'architecte Louis Verdier en 1925[24].
- Château, propriété privée de la même famille depuis 1882. Il est entouré d'un parc arboré de 16 hectares et d'un jardin à l'anglaise. Des chambres d'hôtes y sont aménagées[25].

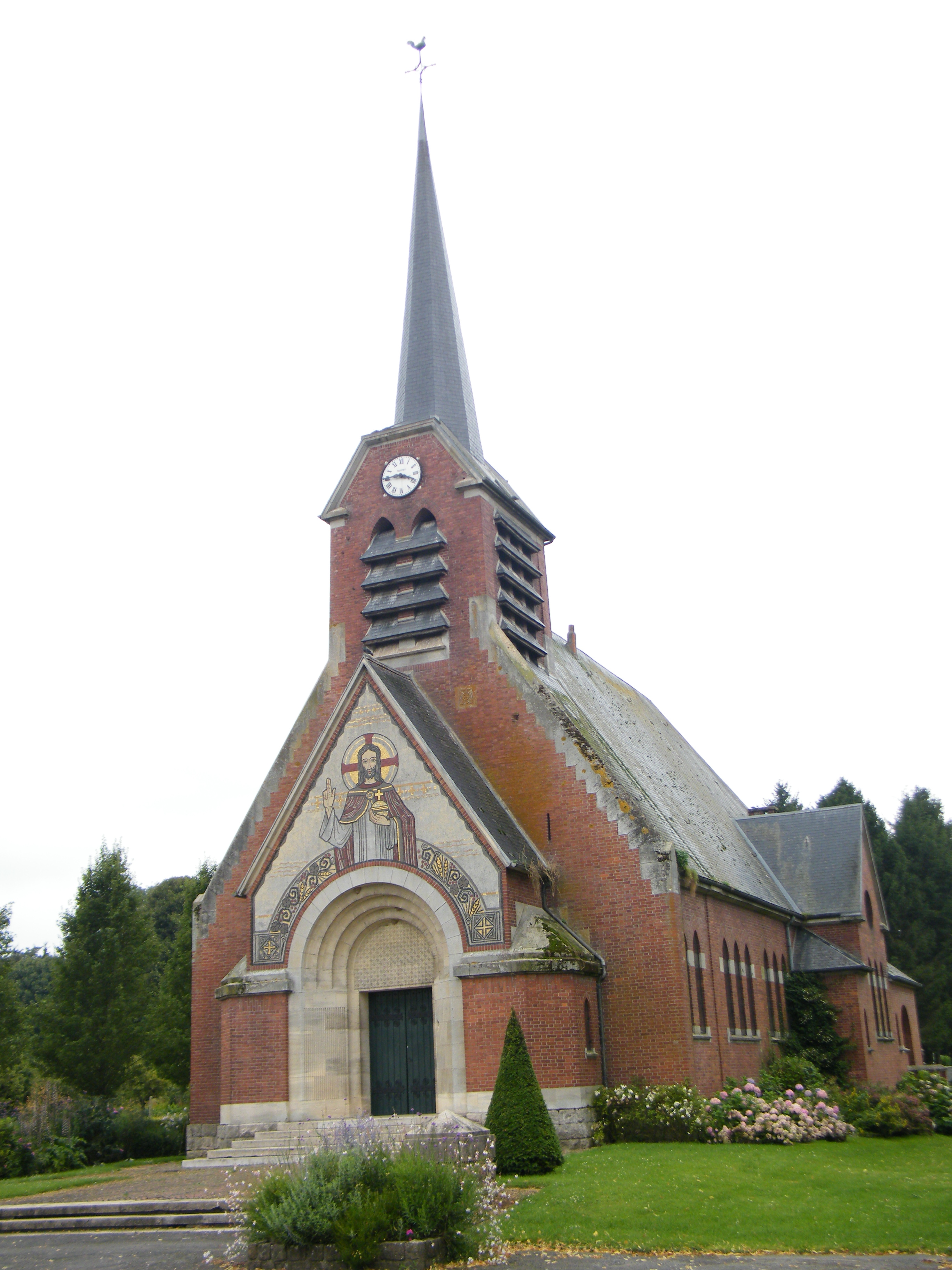
L'église Saint-Médard.
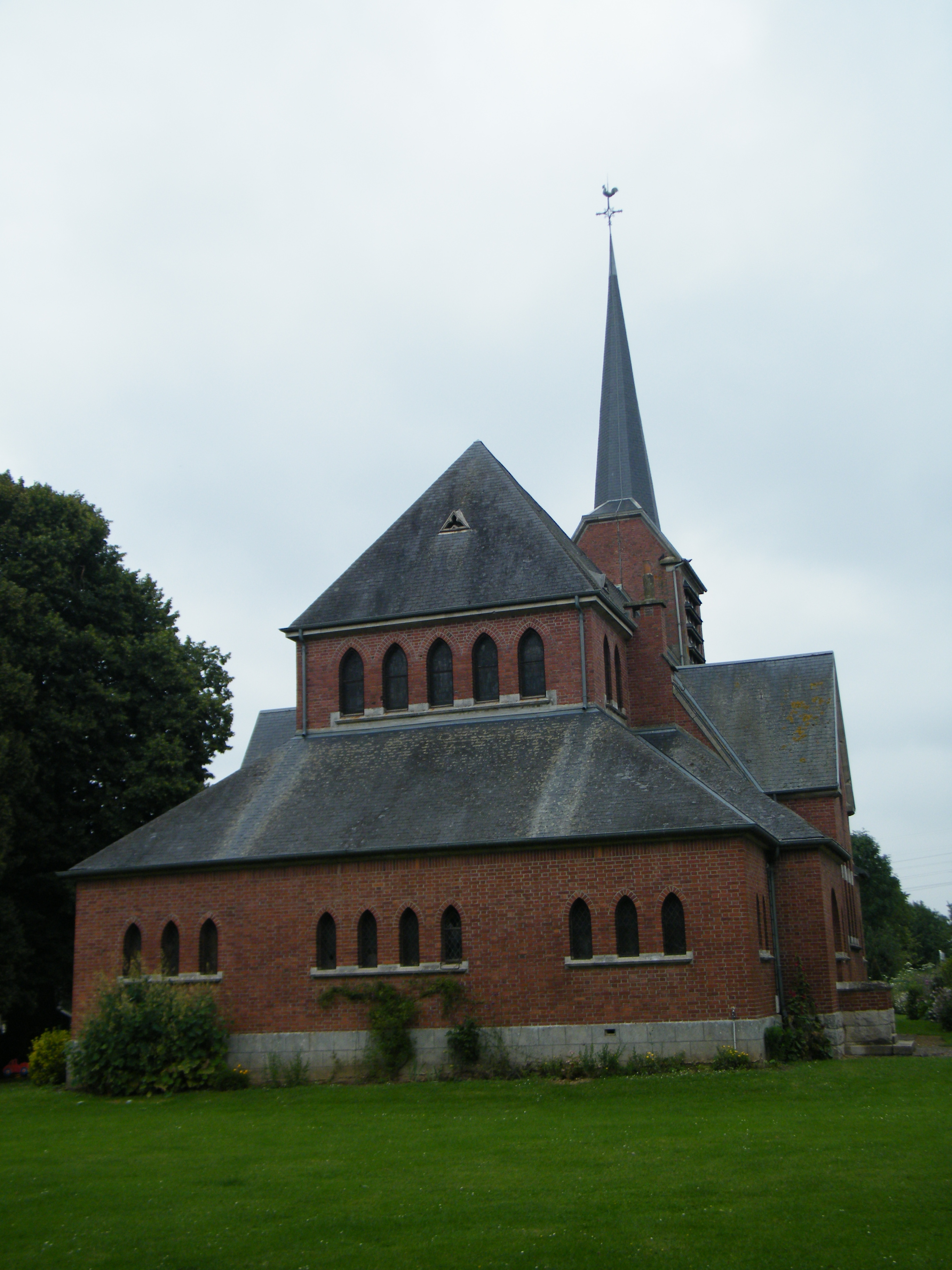
Le chevet de l'église.
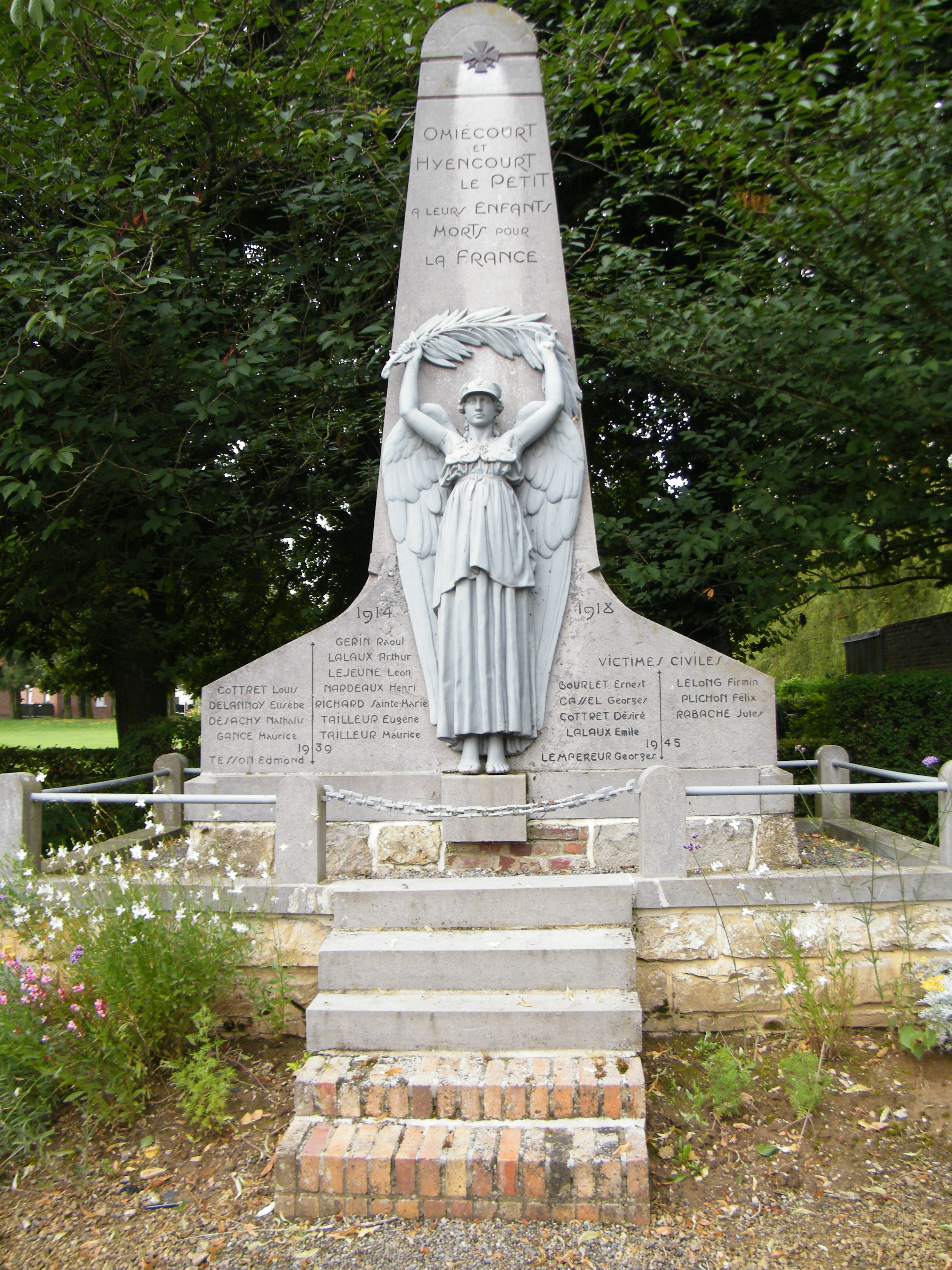
Le monument aux morts.
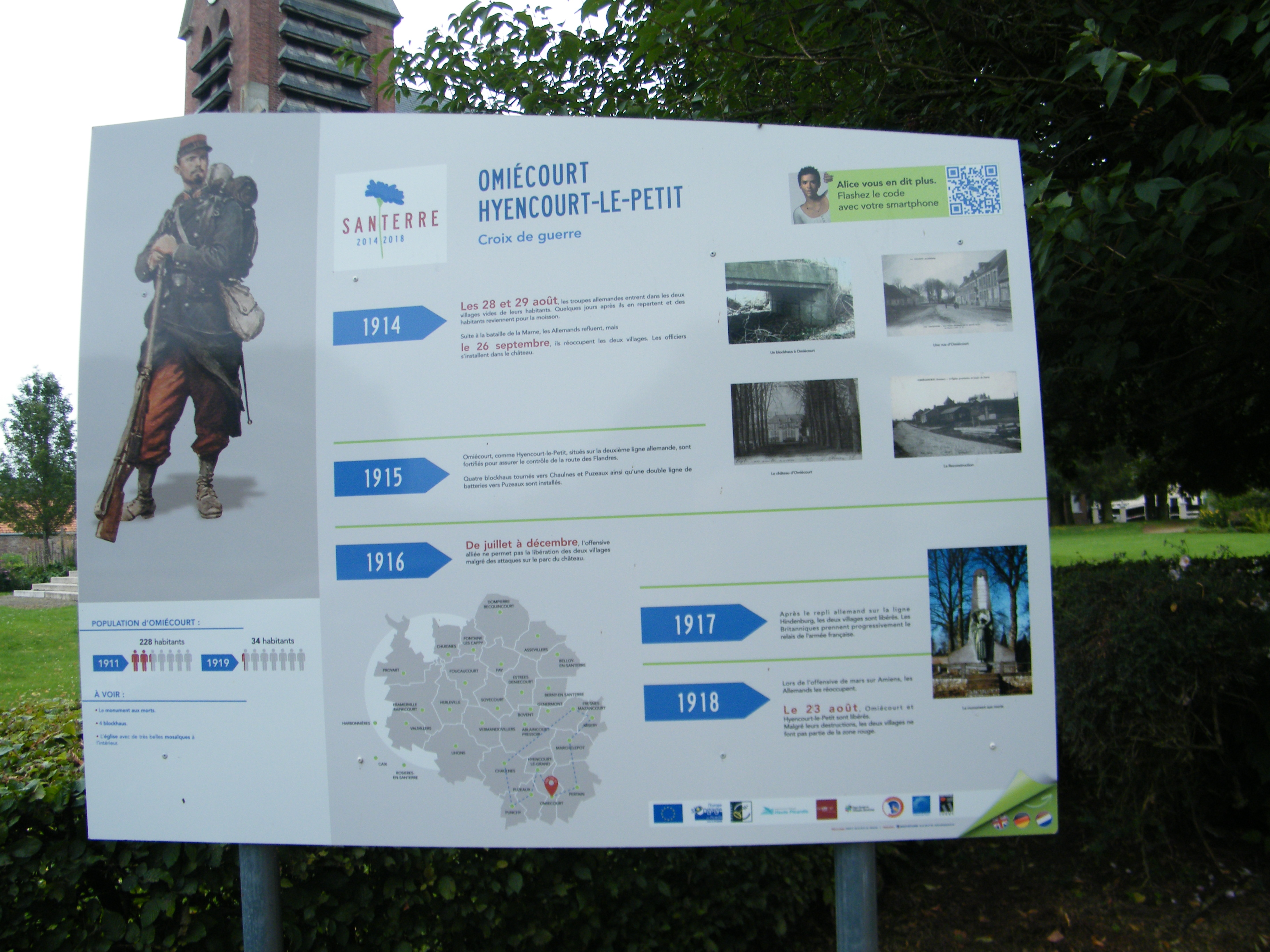
Panneau d'histoire locale.

### Personnalités liées à la commune
- Le vicomte Alexandre de Bauharnais et sa femme Joséphine avaient un château à Pertain. Malheureusement, il ne reste que les fondations de cette bâtisse puisque l'actuelle école de village fut construite en ce lieu.
- Le roi Louis XIV passait à Pertain avant de faire une halte à Marchelepot. Il y restait principalement la nuit lorsqu'il se rendait dans le nord du royaume.
- Georges-Casimir Serpette de Berseaucourt, major de cavalerie sous le Premier Empire et Louis XVIII, né le 17 avril 1790 à Berseaucourt, décédé en 1865. Chevalier et officier de la Légion d'honneur.
- Jacques Collache, maire de Rosendaël puis 2e adjoint au maire de Dunkerque dans le Nord, est né à Pertain en 1914[26].
- Michel-Georges Micberth vint s'installer au château d'Omiécourt en 1976. Le pamphlétaire et éditeur reprit deux immeubles à Chaulnes pour édifier sa maison d'édition et son imprimerie. Il quitta la commune en 1994 pour s'établir à Paris et dans l'Aisne. En deuxième mariage, il épousa le 23 septembre 1993, à Omiécourt et dans l'intimité, Virginie Beaufils, musicologue à Paris[27].